# سمير زكي
سمير زكي (بالإنجليزية: Semir Zeki)‏  (و. 1940  م) هو مؤلف، وعالم أعصاب، وأستاذ جامعي بريطاني، هو عضوٌ في الجمعية الملكية (منذ 1990)، والأكاديمية الأوروبية للعلوم والآداب.

## التعليم
تعلم في كلية لندن الجامعية.

## جوائز
حصل على جوائز منها:
- جائزة الملك فيصل العالمية في العلوم (2004)
- زمالة أكاديمية العلوم الطبية
- زمالة الجمعية الملكية
- Golden Brain Award [الإنجليزية]‏ (1985)